# Mychonia corticinaria
Mychonia corticinaria är en fjärilsart som beskrevs av Herrich-Schäffer 1856. Mychonia corticinaria ingår i släktet Mychonia och familjen mätare. Inga underarter finns listade i Catalogue of Life.